# Le Corbusier
Le Corbusier (Charles-Édouard Jeanneret-Gris) (født 6. oktober 1887 i La Chaux-de-Fonds, Schweiz, død 27. august 1965 i Roquebrune-Cap-Martin, Frankrig) var en schweizisk født arkitekt, møbeldesigner, byplanlægger, forfatter, skulptør og kunstmaler, og en af modernismens helt centrale skikkelser.
Han var pioner indenfor teoretiske studier af moderne design og dedikerede sin karriere til at skabe bedre levevilkår for indbyggere i de tæt befolkede byer. Hans karriere spændte over fem årtier, hvor hans ikoniske bygninger blev opført i Centraleuropa, Indien, Rusland, samt én i Nordamerika og én i Sydamerika.

## Le Corbusiers liv

### Barndom og ungdom, 1887-1913
Le Corbusier blev døbt Charles-Édouard Jeanneret-Gris, og han blev født i La Chaux-de-Fonds, en lille by i kantonen Neuchâtel i det sydvestlige Schweiz, tæt ved grænsen til Frankrig.
Han var tidligt interesseret i kunst, og studerede på La-Chaux-de-Fonds Kunstskole, hvor han blev undervist af arkitekten René Chapallaz, som senere fik stor indflydelse på hans tidlige værker.
I 1905, netop fyldt 18 år, fik Le Corbusier sin første opgave, at designe og bygge en villa for en af lærerne på skolen. Inden udgangen af 1908 havde han designet to villaer til i byen, men det meste af tiden mellem 1907 og 1911 gik med rejser.
Omkring 1907, rejste han til Paris, hvor han fik arbejde på Auguste Perrets kontor. Auguste Perret var en pioner i arbejdet med armeret beton som byggemateriale. Mellem oktober 1910 og marts 1911 arbejdede han for arkitekten Peter Behrens i Berlin, hvor han mødte Ludwig Mies van der Rohe og Walter Gropius og han lærte at tale flydende tysk. Begge hændelser fik stor indflydelse på hans værker. Samtidig indså han hvor vigtig, industrien var for byggematerialefremstillingen.
Senere i 1911, rejste han til Balkan og besøgte Grækenland og Tyrkiet, hvilket fyldte hans skitsehæfter med idéer, som han fik, ved at kigge på forskellige bygninger. Blandt bygningerne var Parthenon, som gav ham inspiration til bogen Vers une architecture(skrevet i 1923), som er en samling artikler der tidligere var udgivet i hans eget magasin L'Esprit nouveau.

### Tidlig karriere, 1914-1920
Le Corbusier blev undervist på sin gamle skole, La-Chaux-de-Fonds, under 1. verdenskrig og rejste ikke tilbage til Paris, før krigen var ovre. I løbet af disse år i Schweiz, studerede han teoretisk arkitektur, med nye undervisningsmetoder. Blandt disse projekter var Les maisons Domino (1914-1915), som blev grundlag for de fleste af hans projekter i de næste 10 år. Senere begyndte han at arbejde sammen med sin fætter, Pierre Jeanneret (1896-1967), et samarbejde, der holdt til 1940. Projekterne med dominohuse gav en afklaring på mulighederne, man havde ved at arbejde med armeret beton. Disse var ment for at rette op på skaderne efter 1. verdenskrig. I 1917 flyttede Le Corbusier til Paris. Han og maleren Ozenfant startede magasinet L’Espirit Nouveau (den nye ånd). Det var i denne periode, at han tog kunstnernavnet Le Corbusier.
I 1918, mødte Le Corbusier den kubistiske maler, Amédée Ozenfant. Ozenfant opfordrede Le Coursier til at male, og de startede derefter et samarbejde.

### Nyt pseudonym, 1920
I 1920 havde Charles-Edouard Jeanneret fundet sig et pseudonym, Le Corbusier, hvilket ligner hans bedstefars navn, "Lecorbésier". Nogle mener, at dette pseudonym kan oversættes til "den krage-lignende".
Omkring 1918 og 1922, byggede Le Corbusier ikke noget, da han koncentrerede sig om at male. I 1922 mødte han den monegaskiske mannequin Yvonne Gallis, som han giftede sig med 18. december 1930, samme år som han opnåede fransk statsborgerskab.

### Gennembruddet (1922–1930)
I 1922 åbnede Le Corbusier sit studio i Rue de Sèvres. Dette var begyndelsen på hans mest produktive periode. Han lagde blandt andet planen «Ville Contemporaine» (Samtidens by). I 1925 blev Le Corbusier inviteret til at deltage på Exibition des Arts Décoratifs i Brussel, men indholdet i hans pavillon var så kontroversielt, at pavillonen blev placeret i udkanten af messeområdet.
To år senere deltog han på en udstilling for Deutscher Werkbund med to huse. Et af husene havde navnet «Citrohan». Denne var typisk for tidlig interiørdesign af Le Corbusier, og måden, han inddelte dette hus på, fulgte Le Corbusier gennem hele hans tid som arkitekt. Det andre byggede på Le Corbusiers fem punkter for arkitektur.
Le Corbusier gik tilbage til renæssancen for at finde et system for at få proportionerne i det, han gjorde til at blive rigtige. Han studerede det gyldne snit og fandt ud af, at ting ville blive kedelige, hvis alt var ens. Han brugte det gyldne snit i sine produktioner i 20 år. Da lagde han proportionssystemet Modulor, som brugte i al hans design, som fulgte videre. Dette proportionssystem blev blandt andet brugt til at bestemme fordelingen af vinduerne i kirken Notre Dame du Haut i Ronchamp i Frankrig. På mange måder bryder denne kirke med tidlig Le Corbusier-arkitektur. Han bruger fortsat store flader, men konstruktionen er langt mindre praktisk og langt mere monumental end tidligere.

### Byplanlæggeren (1930–1965)
I starten af 1930-erne begyndte Le Corbusier at interessere sig for byplanlægning. Han gav forslag til hvordan, man burde ud- eller ombygge São Paulo, Rio de Janeiro og Montevideo (1929), Genève, Antwerpen samt Stockholm (1933). Han begyndte samtidig for alvor at interessere sig for møbeldesign, og designede flere møbler, blandt dem flere kendte stole.
Under 2. verdenskrig trak Le Corbusier sig tilbage til Sydfrankrig og gik over til at male og skrive. Han udgav blandt andet det såkaldte Athen-charter, som skulle blive en af tidens vigtigste bøger om moderne byplanlægning. Fra 1945 udviklede han en konceptet «unite d’habitation» (leveenhed). Disse blev bygget først i Marseille og senere også i blandt andet Nantes og Berlin.
Det meste af 50-erne anvendte Le Corbusier til at planlægge og bygge byen Chandigarh i Indien, Punjabs nye hovedstad. Foruden planlægning af selve byen designede Le Corbusier også alle offentlige bygninger. Samtidig med dette designede han også mange huse og et museum i Ahmedabad. I 1961–62 lagde Le Corbusier en plan for centrum af Berlin, men denne blev ikke gennemført. Hans sidste projekt – sygehuset i Venezia – blev aldrig fuldført, fordi Le Corbusier døde af en hjertefejl forinden.
I 1952 opnåede han at blive kommandør af Æreslegionen.

### Død
Le Corbusier døde 27. august 1965 kl. 11:00 efter han af andre badende var fundet drivende i Middelhavet, tæt ved Roquebrune-Cap-Martin, hvor han boede i sine sidste leveår. Han døde formentlig af en blodprop i hjertet.
Le Corbusiers død blev begrædt verden over. USA's præsident Lyndon B. Johnson sagde: "Han havde stor indflydelse på verden. Kun meget få kunstnere i denne verden, lavede værker af en kvalitet som hans". Sovjetunionen tilføjede: "Den moderne arkitektur har mistet en mester".
Le Corbusiers grav kan findes i Roquebrune-Cap-Martins kirkegård.

## Corbusiers 5 krav
Corbusier opstillede fem krav til moderne huse:
1. Det skal løftes på søjler
2. Det skal have en åben rumplan
3. Det skal have en frit komponeret facade
4. Det skal have vinduesbånd
5. Det skal have en taghave

## Mest kendte byggerier
- Villa Jeanneret-Perret, La Chaux-de-Fonds, Schweiz
- Villa Savoye uden for Paris
- Pavillonen "Esprit Nouveau" fra udstillingen Exposition internationale des Arts décoratifs et industriels modernes i 1925
- Maison La Roche-Jeanneret i Paris.
- Bebyggelse og planlægning i Punjabs hovedstad, Chandigarh.
- Boligblok i Marseille Unité d'Habitation
- FN's hovedkvarter
- Kirken Chapelle Notre Dame du Haut opført i perioden 1950-1955 tæt på byen Ronchamp

De fleste vil dog i højere grad huske ham for hans møbeldesign. Her er det primært hans chaiselong og hans kubistiske sofa og lænestol. Førstnævnte blev i øvrigt tegnet til en lufthavn omkring 1928.

## Verdensarv
I 2016 blev sytten af Le Corbusiers bygninger fordelt i syv forskellige lande (Argentina, Belgien, Frankrig, Tyskland, Indien, Japan og Schweiz) udpeget som UNESCO Verdensarv, som "fremragende bidrag til modernismen" (outstanding contribution to the Modern Movement).